# Avenue de l'Europe (Strasbourg)
Pour les articles homonymes, voir Avenue de l'Europe.
L'avenue de l'Europe est une voie de circulation de la ville de Strasbourg, en France.

## Situation et accès
L'avenue de l'Europe est une artère du quartier de l'Orangerie à Strasbourg. Elle borde le Conseil de l'Europe et le Parc de l'Orangerie, et relie l'Allée de la Robertsau au quartier de la Robertsau.
Elle n'est desservie par qu'un seul arrêt de bus, Conseil de l'Europe par les lignes C6, 30 et 72.

## Origine du nom
Cette voie porte le nom de l'Europe, dont l'institution principale, le Conseil de l'Europe, borde l'avenue.

## Bâtiments remarquables et lieux de mémoire
- Le Palais de l'Europe, siège du Conseil de l'Europe, construit en 1977 par l'architecte Henry Bernard. Le Palais remplace la Maison de l'Europe, ancien siège du Conseil de l'Europe et du Parlement Européen de 1950 à 1977. Jusqu'en 1999, le Palais de l'Europe fut également utilisé par le Parlement Européen avant la construction du bâtiment Louise-Weiss sur la rive opposée de l'Ill.
- Le Parc de l'Orangerie, grand de 26 hectares. On y retrouve le Pavillon Joséphine, construit en 1804 et inscrit au titre des monuments historiques depuis 1929[1].
- L'ancien pavillon d'octroi, de style néo-classique, construit en grès rose au XIXe siècle[1].